# Ненчо Мечков
Ненчо Тодоров Мечков е български политик, 56-и кмет на Бургас в периода 9 ноември 1951 – 1 юли 1955 година.

## Биография
Роден е на 27 ноември 1919 г. в сливенското село Ичера. На 15 май 1949 г. след проведени избори е избран за народен съветник. При учредяването на градския народен съвет е избран за негов заместник-председател. Между 9 ноември 1951 и 1 юли 1955 г. е председател (кмет) на градския народен съвет на Бургас.